# Legends of the Superheroes
Legends of the Superheroes je americká akční fantastická komediální televizní minisérie, natočená volně podle motivu komiksových příběhů o týmu superhrdinů Justice League vydavatelství DC Comics. Vznikly dva díly, které byly premiérově odvysílány v lednu 1979 na stanici NBC, kvůli nízké sledovanosti však byl pořad zrušen. Roku 2010 byla minisérie vydána na DVD.

## Příběh
Superhrdinský tým Justice League, jehož členy jsou Captain Marvel, Green Lantern, Hawkman, Huntress, Flash, Black Canary, Robin a Batman, se v prvním díle „The Challenge“ musí vypořádat s týmem superpadouchů Legion of Doom, kteří na neznámé místo ukryli bombu. Druhý díl „The Roast“ jako koncipován jako estráda superhrdinů a superpadouchů, kterou moderuje Ed McMahon.

## Obsazení
- Jeff Altman jako Weather Wizard
- Charlie Callas jako Sinestro
- Gabe Dell jako Mordru
- Frank Gorshin jako The Riddler (1. díl)
- Howard Morris jako doktor Sivana
- Mickey Morton jako Solomon Grundy (1. díl)
- William Schallert jako Retired Man / Scarlet Cyclone
- Burt Ward jako Robin
- Adam West jako Batman
- A'leshia Brevard jako Giganta
- Garrett Craig jako Captain Marvel
- Howard Murphy jako Green Lantern
- Danuta jako Black Canary
- Bill Nuckols jako Hawkman
- Rod Haase jako Flash
- Barbara Joyce jako Huntress
- Ruth Buzzi jako Aunt Minerva (2. díl)
- Pat Carroll jako Hawkmanova matka (2. díl)
- June Gable jako Rhoda Rooter (2. díl)
- Brad Sanders jako Ghetto Man (2. díl)
- Alfie Wise jako Atom (2. díl)